# Jarmila Krčálová
Jarmila Krčálová (17. května 1928 Košice – 23. dubna 1993 Praha) byla česká historička umění, specialistka na umění a architekturu renesance a manýrismu, pracovnice Ústavu pro teorii a dějiny umění ČSAV.

## Život
Jarmila Krčálová se narodila 17. května 1928 v Košicích. Dějiny umění vystudovala na Univerzitě Karlově v Praze, kde vypracovala rigorózní práci zaměřenou na dílo architekta Mattea Borgorelliho. Tématem její kandidátské disertační práce se stala renesanční nástěnná malba na panstvích pánů z Hradce a pánů z Rožmberka. Po celý profesní život se zaměřovala na renesanční architekturu v českých zemích a v tomto oboru se stala naší nejvýznamnější specialistkou. Pracovní dráhu spojila s Ústavem pro teorii a dějiny umění ČSAV, kde se v pozici výkonné redaktorky zásadním způsobem podílela na vzniku a vydání čtyřsvazkové topografie Umělecké památky Čech. Studie zaměřené na renesanci v Čechách i na Moravě publikovala především v časopise Umění a vydala několik samostatných monografií, například knihu o architektu Baldassaru Maggim. Zemřela 23. dubna 1993 v Praze.

## Publikace

### Monografie a stati
- Matteo Borgorelli a jeho stavební činnost v Čechách. Praha 1952
- Sgrafitová výzdoba zámku v Telči, STN Praha 1955.
- Kostelní stavby Mattea Borgorelliho, inː Umění 3, 1955
- Il Palladianesimo in Cecoslovacchia e l’ influenza del veneto sull’ architettura ceca, Roma 1964.
- Renesanční nástěnné malby zámku Bechyně, inː Umění 11, 1965
- Pietro Ferrabosco und sein Schaffen im Königreich Böhmen, inː Ostbairischen Grenzmarken, Jahrbuch 11, Passau 1969
- Italští mistři Malé Strany na počátku 17. století, inː Umění 18, č. 6, 1970, s. 545-581
- Kostel sv. Petra a pavla v Kralovicích a Bonifác Wohlmut, inː Umění 20, 1972
- Kruh v architektuře českého manýrismu, inː Umění 20, 1972
- Kašny, fontány a vodní díla české a moravské renesance, inː Umění 21, 1973.
- Ke genezi štukové výzdoby letohrádku Hvězda, inː Umění 21, 1973.
- O původu renesančních reliéfních cyklů v Olomouci, inː Umění 23, 1975.
- I Canevale : Artisti della Val d’Intelvi, Roma 1975.
- Centrální stavby české renesance, Praha 1976.
- Zámek v Bučovicích, Odeon Praha 1979.
- Kostely české a moravské renesance. Praha 1981.
- Die Gärten Rudolfs II., Delft 1982.
- Renesanční stavby Baldassara Maggiho v Čechách a na Moravě, Praha 1986.
- La Toscana e l’architettura di Rodolfo II. : Giovanni Gargiolli a Praga, Firenze L. Olschki 1986.
- Opere rinascimentali di Baldassare Maggi nei paesi Cechi, Locarno 1994.

### Spoluautorka
- Umělecké památky Čech, zpracovali Antonín Bartušek, Jarmila Krčálová, Anežka Merhautová-Livorová, Ema Charvátová-Sedláčková, Emanuel Poche a Zdeněk Wirth. ČSAV Praha 1957
- Gotická nástěnná malba v zemích českých I., (1300-1350), zpracovali Antonín Bartušek, Vlasta Dvořáková, Antonín Friedl, Jarmila Krčálová, Anežka Merhautová-Livorová, Věra Mixová, Karel Stejskal, práci vedl Jaroslav Pešina. ČSAV Praha 1958
- Jindřichův Hradec: státní zámek a památky v okolí, spoluautoři Pavel Preiss, Bohumír Lifka a Hugo Rokyta. STN Praha 1959.
- Renaissance in Böhmen. Text by Jiřina Hořejší, Jarmila Krčálová, Jarmír Neumann, Emanuel Poche, Jarmila Vacková. Artia Prague and Hamlyn London-New York-Sydney-Toronto 1979, ISBN 0-600-37573-0
- Renesanční architektura v Čechách a na Moravě, Inː Dějiny českého výtvarného umění II/1, Od počátku renesance do konce baroka, kolektiv autorů, editorka Eliška Fučíková, Academia Praha 1989, s. 6-69

## Pozůstalost
Odborná pozůstalost Jarmily Krčálové je uložena v archivu Ústavu dějin umění AV ČR v Praze.